# 전성부원군 이준 선생 영정
전성부원군 이준 선생 영정(全城府院君 李準 先生 影幀)은 대한민국 경기도 양주시 남면 신산리에 있는, 조선 중기의 문신인 이준(1545년 ∼ 1624년) 선생의 초상화이다. 1990년 9월 6일 경기도의 문화재자료 제81호로 지정되었다.

## 개요
조선 중기의 문신인 이준(1545∼1624) 선생의 초상화이다.
이준은 선조 22년(1589) 정여립의 모반사건을 평정한 공을 세워 평난공신 2등과 전성군에 봉해졌으며, 후에 좌참판, 이조판서 등을 지내었다.
이 초상화는 선생이 공신으로 책봉될 당시 관례를 따라 그려놓은 것으로 추정되며, 크기는 가로 97cm, 세로 178cm이다. 머리에 오사모를 쓰고 정장 관복을 차려입은 채, 오른쪽을 바라보며 의자에 앉은 전신상으로, 두 손은 소매 안에서 마주잡고 있다. 얼굴은 묵으로 선을 그린 후 채색하였으나 손상이 심해 최근에 다시 수리하였다. 관복의 옷주름은 날카로운 직선으로 처리하였는데, 이는 당시 공신상에서 공통적으로 나타나는 특징이다.
사모는 뒷면의 아래쪽에 꽂은 사모뿔의 형식이 안정되고 중후한 느낌을 주는데, 이것은 조선 전기의 초상화에서 나타나는 전형적인 수법이다.

## 같이 보기
- 전성군 (1545년)

## 참고 자료
- 전성부원군 이준 선생 영정 - 국가유산청 국가유산포털